# UTC-1
UTC-1 je vremenska zona koja se koristi kao:

## Standarno vrijeme (cijelu godinu)
- Zelenortska Republika

## Kao standardno vrijeme (sjeverna hemisfera zimi)
- Grenland
  - istočni
    - Ittoqqortoormiit i obližnja područja (koristi pravila EU o ljetnom vremenu)
- Portugal
  - Azori

## Vanjske poveznice
- Gradovi u vremenskoj zoni UTC-1